# Löts landskommun, Öland
För landskommunen med detta namn i Uppland, se Löts landskommun, Uppland.
Löts landskommun var en tidigare kommun i Kalmar län.

## Administrativ historik
Den 1 januari 1863 började kommunalförordningarna gälla och då inrättades cirka 2 500 kommuner (städer, köpingar och landskommuner), tillsammans täckande hela landets yta.
I Löts socken i Runstens härad på Öland inrättades då denna kommun. Landskommunen uppgick 1952 i Köpingsviks landskommun som sedan i sin tur 1969 uppgick i Borgholms stad, från 1971 Borgholms kommun.